# فرال اینتراکتیو
فرال اینترکتیو (انگلیسی: Feral Interactive) شرکت بازی ویدئویی بریتانیایی است، که در سال ۱۹۹۶ تأسیس شد.